# Кейр, Эндрю
Э́ндрю Кейр (англ. Andrew Keir; урожд. Эндрю Ба́гги; 3 апреля 1926, Шотс — 5 октября 1997, Лондон) — шотландский актёр, получивший известность за множество ролей сыгранных в фильмах выпущенных киностудией Hammer Film Productions в 1960-х. Кейр также работал на телевидении и особенно на театральной сцене, его профессиональная театральная карьера длилась с 1940-х по 1990-е. Одна из наиболее его известных ролей — профессор Бернард Куотермасс в фильме «Куотермасс и колодец» студии Hammer. Также запомнилась его роль Томаса Кромвеля в пьесе Роберта Болта A Man for All Seasons (1960).

## Биография
Эндрю Багги родился в городке Шотс, Северный Ланаркшир, Шотландия. Сын шахтёра-угледобытчика. У Эндрю были пятеро братьев и одна сестра. В возрасте 14 лет он оставил школу, чтобы работать в угольной шахте вместе с отцом. На сцену он попал случайно, когда пошёл в Miners' Welfare Hall для того чтобы встретиться с другом. В зале проходил спектакль любительского коллектива и один из актёров не явился. Эндрю уговорили выступить в небольшой роли фермера, ему так понравилось, что позднее он постоянно стал участвовать в выступлениях труппы.
Во время выступления труппы в Инвернессе талант Кейра был замечен, и ему предложили стать профессиональным актёром Unity Theatre в Глазго. Однако с началом Второй мировой войны ему не разрешили оставить работу в шахте, однако он смог добиться для себя диагноза: пневмония, что освободило его от работы в шахте.
После нескольких месяцев работы в Unity Theatre режиссёр Тирон Гатри предложил ему перейти в Citizens' Theatre. Кейр согласился и проработал там девять лет. В театре он работал вместе с Филидой Лоу и Фултоном Маккеем. Кейр и Маккей провожали Лоу из театра на железнодорожную станцию, чтобы к ней не приставала местная шпана, из-за её английского акцента, который она приобрела в театральной школе.
Первый раз Кейр выступил в кино в 1950, снявшись в фильме The Lady Craved Excitement. Первой большой ролью в кино была роль шахтёра в драматическом фильме The Brave Don’t Cry (1952).
В 1950 Кейр начал получать роли во всё более известных фильмах, таких как комедия студии Ealing The Maggie (1954) и «Гибель Титаника» (1958) где сыграл роль 2-го инженера Джона Генри Хескета. В фильме «Клеопатра» (1963) он сыграл роль Марка Агриппы.
Кейр также продолжал выступать на сцене. Он сыграл роль Роберта Бёрнса в инсценировке I, Robert Burns (1959) посвящённой 200-летию поэта. В 1960 Кейр получил роль Томаса Кромвеля в пьесе Роберта Болта A Man for All Seasons. Игра Кейра получила отзыв газеты The Times как «захватывающее воплощение». В 1964 Кейр выступил в мюзикле Maggie May режиссёра Лайнела Барта на сцене театра Вест-Энд где сыграл роль лидера трейд-юниона.
Впервые Кейр появился на телевидении в начале 1950, выступив для канала ВВС, в 1950-х и 1960-х появлялся во множестве телесериалов в качестве приглашённого актёра, включая Danger Man, Dr Finlay’s Casebook, Мстители и Z Cars. Наибольшую известность он приобрёл в 1960-х и в начале 1970-х сыграв роли в серии фильмов «Hammer Horror» студии Hammer. Он снялся в фильмах Pirates of Blood River (1962), «Дракула: Князь Тьмы» (1966) и Кровь из гробницы мумии (1971). Наиболее известной ролью стала роль в фильме «Куотермасс и колодец» студии Hammer, эта роль оставалась одной из самых любимых ролей Кейра. В некрологе Кейра опубликованном в газете The Independent отмечалось, что «Кейр воплотил роль настоящего профессора со смесью грубоватой решимости, интеллекта и причудливости».
Кейр продолжал появляться на экране в 1970 и 1980-х сыграв роли в таких фильмах как Zeppelin (1971) и The Thirty Nine Steps (1978). Он также продолжал с успехом играть в сериалах: роль Чарли Коула в австралийском сериале The Outsiders продемонстрировала что он по-прежнему способен играть самые различные роли. За роль в сериале Workhorses канала BBC Кейр был номинирован на премию BAFTA Scotland (лучший актёр). В 1990-х он также успешно играл в телесериалах, сыграв как приглашённый актёр в эпизоде сериала Hamish Macbeth в роли, которая была специально написана для него, продюсером сериала была его дочь Дейдре.
Последней большой ролью Кейра в кино стала роль герцога Аргайла в фильме Роб Рой (1995). Роль Аргайла была одна из его самых любимых. В 1997 он сыграл роль Фергуса в фильме The Princess Stallion. Последней работой Кейра стала роль Куотермасса в сериале радиоканала BBC Radio The Quatermass Memoirs. Газета The Independent так отозвалась о последнем выступлении Кейра: «Этот сериал всегда смотрелся с большим удовольствием во многом благодаря Кейру, который воссоздал роль Куотермасса в драматической интермедии, более ограниченные актёры будут воспринимать мрачный сценарий Нила с некоторой отчуждённостью, но Кейр готов заряжаться даже наиболее банальными линиями с терором, это и удовольствие и урок».
Кейр скончался 5 октября 1997 в госпитале Лондона ему был 71 год. В некрологе газеты The Times Кейр описывается как актёр, обладающий «многогранным талантом и неоспоримой известностью».
С 1948 по 1977 он состоял в браке с Джулией Уоллес, у них были два сына и трое дочерей. В 1977 он женился на Джойс Паркер Скотт, которая его пережила. У неё было пятеро детей от предыдущего брака. Одна из дочерей Кейра актриса Джулия Тереза Уоллес.

## Избранная фильмография
- The Gorbals Story (1950) — Pub chucker-outer (не отмечен в титрах)
- The Lady Craved Excitement (1950) — Peterson
- The Brave Don't Cry (1952) — Charlie Ross
- Laxdale Hall (1953) — McKellaig
- The Maggie (1954) — The Reporter
- Suspended Alibi (1957) — Sandy Thorpe
- High Flight (1957) — Valetta Instructor
- Heart of a Child (1958) — Constable
- Гибель «Титаника» (1958) — 2nd Engineer Officer John Henry Hesketh
- Tread Softly Stranger (1958) — Inspector Harris
- День, когда ограбили английский банк (1960) — охранник-сержант
- Tunes of Glory (1960) — L / Cpl. Campbell
- Greyfriars Bobby: The True Story of a Dog (1961) — Constable (не отмечен в титрах)
- Пираты кровавой реки (1962) — Джейсон Стендинг
- Клеопатра (1963) — Агриппа
- Torpedo Bay (1963) — O’Brien
- The Fall of the Roman Empire (1964) — Polybius
- The Devil-Ship Pirates (1964) — Tom, Harry’s father
- Lord Jim (1965) — Brierly
- Дракула: Князь Тьмы (1966) — отец Шандор
- Вторжение Далеков на Землю (фильм) (1966) — Wyler
- The Fighting Prince of Donegal (1966) — Lord McSweeney
- Королева викингов (The Viking Queen) (1967) — Октавиан
- Долгая дуэль (1967) — Gungaram
- Куотермасс и колодец (aka Five Million Years to Earth) (1967) — профессор Бернард Куотермасс
- Attack on the Iron Coast (1968) — Captain Franklin
- The Royal Hunt of the Sun (1969) — Valverde
- The Last Grenade (1970) — Gordon Mackenzie
- Adam's Woman (1970) — O’Shea
- Попугай (1971) — Dr. Kemp
- Zeppelin (1971) — Von Gorian
- Кровь из гробницы мумии (1971) — Professor Julian Fuchs
- Мария — королева Шотландии (1971) — Ruthven
- The Aries Computer (1972)
- Conflict (1973) — Father Matthew
- The Thirty Nine Steps (1978) — Lord Rohan
- Отпущение грехов (1978) — Headmaster
- Meetings with Remarkable Men (1979) — Head of Sarmoung Monastery
- Лев пустыни (1981) — Салем
- Marco Polo (1982) — Old Shepherd
- Haunters of the Deep (1984) — Captain Tregellis
- Мир драконов (1994) — Ангус Макгоуэн
- Роб Рой (1995) — герцог Аргайл
- Dragonworld: The Legend Continues (filmed in 1996, but released in 1999) — Angus McGowan
- «The Princess Stallion» (1997) — Fergus